# Aeroportul Internațional Josefa Camejo
Aeroportul Internațional Josefa Camejo (IATA: LSP, ICAO: SVJC) este un aeroport din Municipio Los Taques⁠(d), Falcón, Central-Western Region⁠(d), Venezuela ce deservește zona Punto Fijo⁠(d). A fost numit după Josefa Camejo⁠(d).
Situat la o altitudine de 22 m, aeroportul dispune de 1 pistă.

## Infrastructură

### Piste
Aeroportul dispune de o singură pistă. Pista 09/27 are suprafața de asfalt. 